# Tyranneau fascié
Phyllomyias fasciatus
Genre
Espèce
Statut de conservation UICN

 LC  : Préoccupation mineure
Le Tyranneau fascié (Phyllomyias fasciatus) est une espèce de passereau placée dans la famille des Tyrannidae.

## Répartition
Cet oiseau vit dans l'est du Brésil, l'extrême nord-est de la Bolivie, dans l'est du Paraguay et l'extrême nord-est de l'Argentine.

## Habitat
Il habite les zones boisées.

## Sous-espèces
Cet oiseau est représenté par trois sous-espèces selon la classification de référence du Congrès ornithologique international (version 9.1, 2019) :
- Phyllomyias fasciatus cearae Hellmayr 1927
- Phyllomyias fasciatus fasciatus (Thunberg 1822)
- Phyllomyias fasciatus brevirostris (von Spix 1825)